# Szlovákia (politikai párt)
A Szlovákia (szlovákul Slovensko, korábban Egyszerű Emberek és Független Személyiségek, szlovákul Obyčajní ľudia a nezávislé osobnosti, OĽaNO) szlovákiai párt. Elnöke Igor Matovič nagyszombati médiavállalkozó.

## Neve
- 2011–2023: Egyszerű Emberek és Független Személyiségek (Obyčajní ľudia a nezávislé osobnosti, OĽaNO)[1]
- 2023:  OĽaNO és Barátai (OĽaNO a priatelia)[2]
- 2023– : Szlovákia (Slovensko)[3]

## Története
Az Egyszerű Emberek nevű civil szervezet 4 jelöltje a 2010-es szlovákiai parlamenti választáson a neoliberális Szabadság és Szolidaritás (SaS) listáján indult, és már a kampány idején saját célkitűzései voltak. A szervezet négy jelöltje a lista utolsó helyeit kapta, ám preferenciális szavazatokkal – nagy meglepetésre – az élre kerültek, így mind a négyen bejutottak a törvényhozásba. A csoport vezetője Igor Matovič nagyszombati médiavállalkozó, egy országos hirdetésilap-hálózat tulajdonosa lett. Mivel a Radičová-kormánynak csak 4 fős többsége volt a parlamentben, ezért a csoport a kínálkozó helyzetet sokszor ki tudta használni céljai érdekében, zsarolásával sok konfliktust keltett. Amikor a kormány megpróbálta a korábbi Fico-kormány által készített szlovák állampolgársági törvényt módosítani, a csoport megszavazta a Smer módosító javaslatát. A kormány javaslatát így nem sikerült a parlamentben elfogadtatni. Ezután 2011 februárjában Matovičot kizárták az SaS frakciójából.
2011 folyamán Matovič számos botrányt kavart, például korrupcióval vádolta meg az SaS és más pártok politikusait, közzétette az államigazgatásban dolgozó politikai jelöltek listáját, a szélsőjobboldali SNS-t sértegette és annak képviselőivel dulakodott a parlamentben, bérstopot vezetett volna be el a képviselők, a miniszterek, a kormány- és az államfő esetében. 
A kormány bukása után, 2011 októberében Matovič a pártalapítás mellett döntött. A párt neve eredetileg csak „Egyszerű Emberek” lett volna, de a bejegyzés napján megelőzte Víťazoslav Móric, a szélsőjobboldali Szlovák Nemzeti Párt korábbi elnöke, aki ugyanezen a néven bejegyeztetett egy másik pártot. Ezután a maradék 3 képviselő is kilépett az SaS frakcióból, és kívülről támogatták az ügyvezető kormányt.
A 2011 karácsonya előtt kirobbant Gorilla-ügy nevű korrupciós és lehallgatási botrány kapcsán a párt jelentős népszerűségre tett szert a többi párt bírálatával, és a 2012-es választáson a harmadik helyen végzett. Támogatói főleg az SaS és az SDKÚ-DS csalódott korábbi szavazói valamint a bizonytalanok közül kerültek ki.
A párt később csatlakozott az Európai Konzervatívok és Reformistákhoz. A párt 2019-ben kilépett az Európai Konzervatívok és Reformistákból, és csatlakozott az Európai Néppárthoz.
A 2016-os parlamenti választáson a párt 11,03 %-ot szerzett, és ismét a harmadik helyen végzett.
Az OĽaNO támogatottságát a 2016 és 2020 közötti parlamenti ciklus nagy részében 5 és 10% között mérték, a 2019-es európai parlamenti választáson mindössze 5,25%-os eredményt ért el, amivel épphogy átlépte a párt az 5%-os küszöböt. Ugyanakkor a 2020-as parlamenti választást megelőző hetekben nagyon erős és sikeres kampányt folytatott a párt, aminek köszönhetően az OĽaNO támogatottsága néhány hét alatt a többszörösére nőtt. A választás előtt néhány nappal készült titkos, de kiszivárogtatott közvélemény-kutatás már azt mérte, hogy az OĽaNO az első helyre került a pártok népszerűségi listáján, 19,1%-os támogatottsággal. Az OĽaNO azonban még ezen közvélemény-kutatás által előrejelzettnél is jobban szerepelt a 2020-as voksoláson; a párt minden várakozást felülmúlva, 25,02%-os támogatottsággal nyerte meg a 2020-as szlovákiai parlamenti választást. A választást követően az OĽaNO koalíciót kötött a Család Vagyunk (SME RODINA), a Szabadság és Szolidaritás (SaS) és a Az Emberekért (ZA ĽUDÍ) nevű pártokkal, a koalíciós kormány élére pedig Igor Matovičot, az OĽaNO elnökét választották miniszterelnökké.
2023. október 25-én a párt nevét átnevezték Szlovákia névre.

## Ideológia
A párt eredetileg besorolhatatlan pozícióban volt, politikáját az elit-, és korrupcióellenesség hatotta át. A pártot szakértők populistaként írták le. 2016 után az OĽaNO mérsékelt jobboldalon igyekezett meghatározni magát, határozottan konzervatív állásponttal. Ellenzi az azonos neműek házasságát, és korlátozná az abortuszt, ugyanakkor a párttagság ideológiailag meglehetősen heterogén. Politikájában a korrupcióellenesség továbbra is fontos elem, kormányra kerülése óta sok, a korábbi kormányzatokhoz kapcsolódó politikus és köztisztviselő ellen indult korrupcióellenes eljárás. A szlovákok körében Igor Matovič kormányának támogatása ugyan folyamatosan csökken, ugyanakkor a társadalom a korrupcióellenes hadjárat ügyében egyértelműen a kormány mellett áll.

## Választási eredmények

### Parlamenti választások
| Választás | Szavazatok száma | Szavazatok aránya | Mandátumok száma | Mandátumok aránya | Parlamenti szerepe |
| --------- | ---------------- | ----------------- | ---------------- | ----------------- | ------------------ |
| 2012-es   | 218 537          | 8,55%             | 16               | 10,67%            | ellenzék           |
| 2016-os   | 287 611          | 11,03%            | 19               | 12,67%            | ellenzék           |
| 2020-as   | 721 166          | 25,02%            | 53               | 35,33%            | kormánypárt        |
| 2023-as   | 264 137          | 8,89%             | 16               | 10,6%             | ellenzék           |

#### A szavazatok területi megoszlása

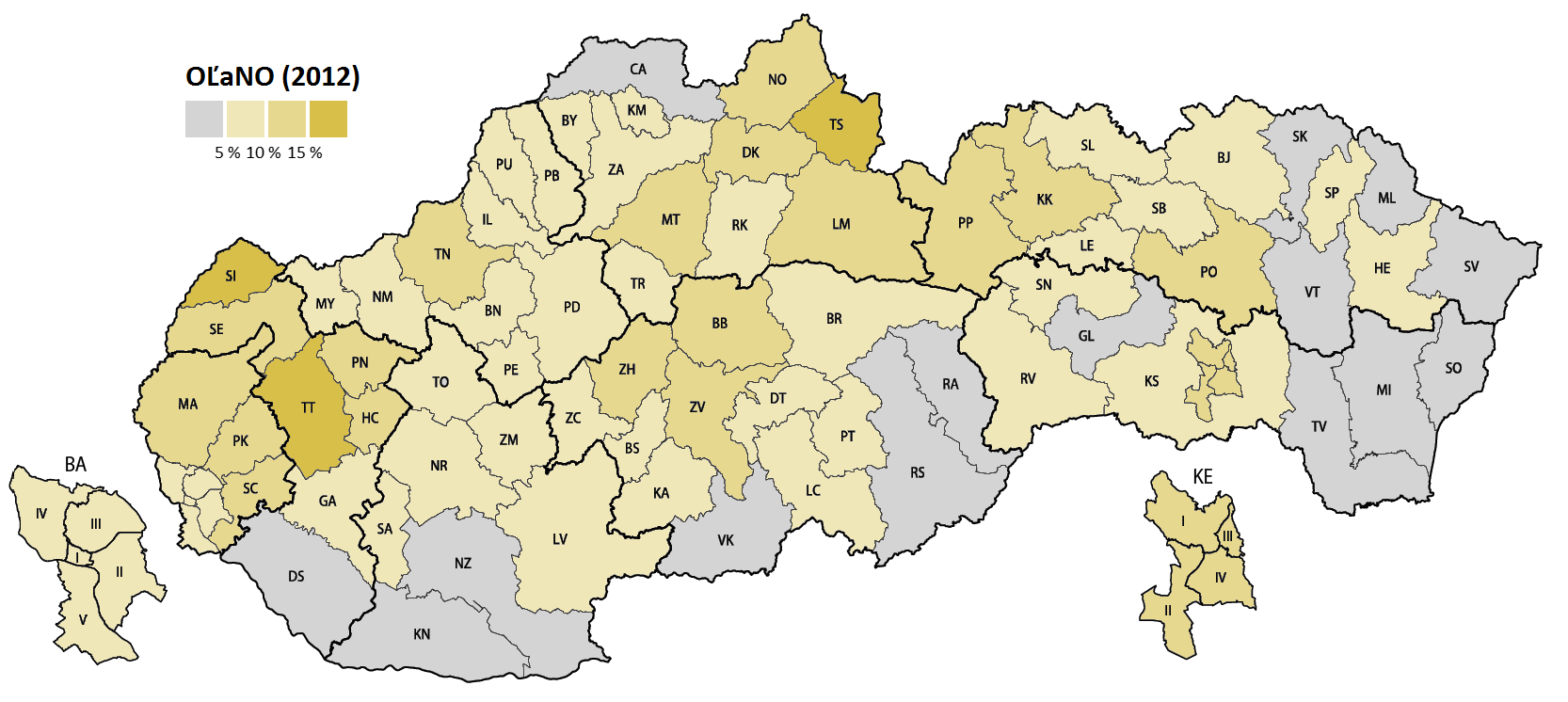
Az OĽaNO által elért százalékos eredmény Szlovákia egyes járásaiban a 2012-es parlamenti választáson
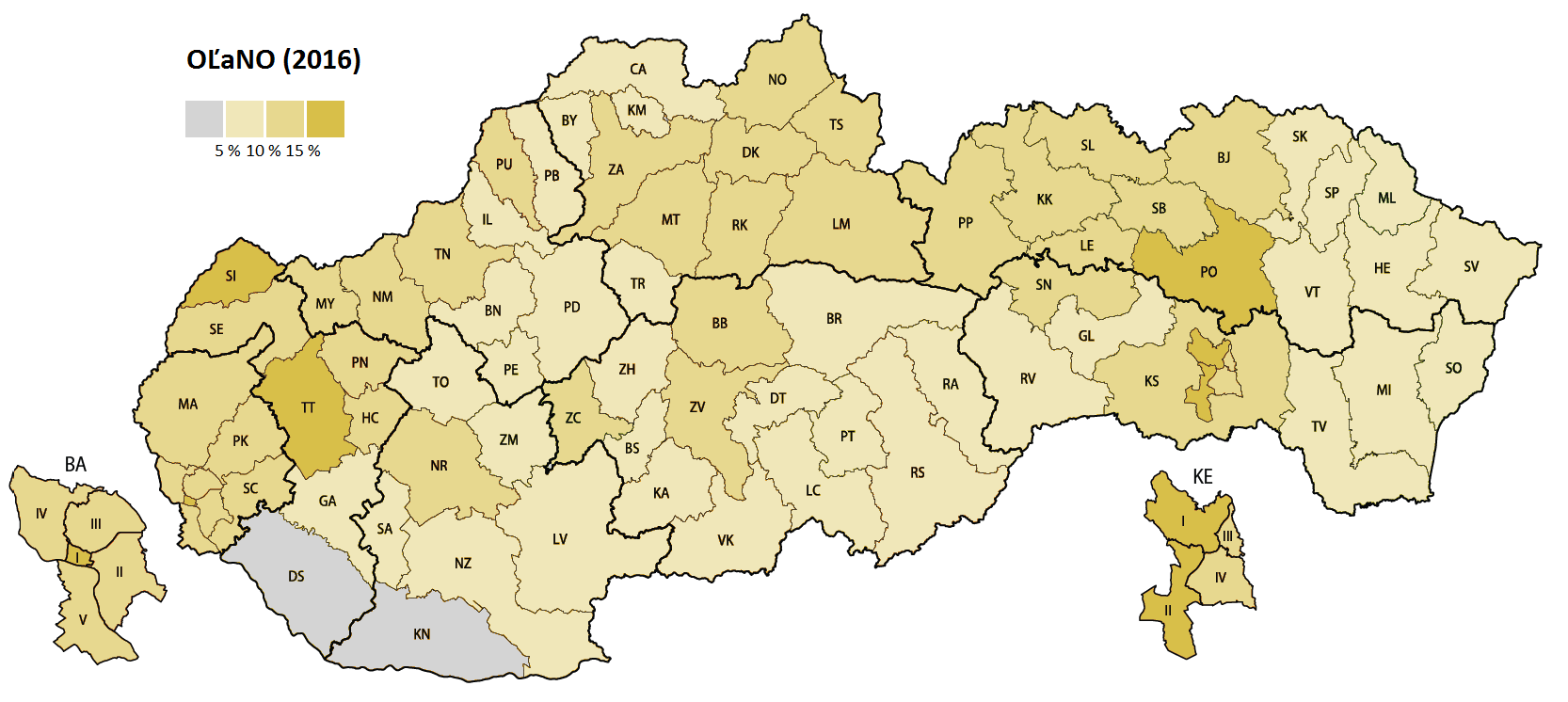
Az OĽaNO által elért százalékos eredmény Szlovákia egyes járásaiban a 2016-os parlamenti választáson
Az OĽaNO által elért százalékos eredmény Szlovákia egyes járásaiban a 2020-as parlamenti választáson
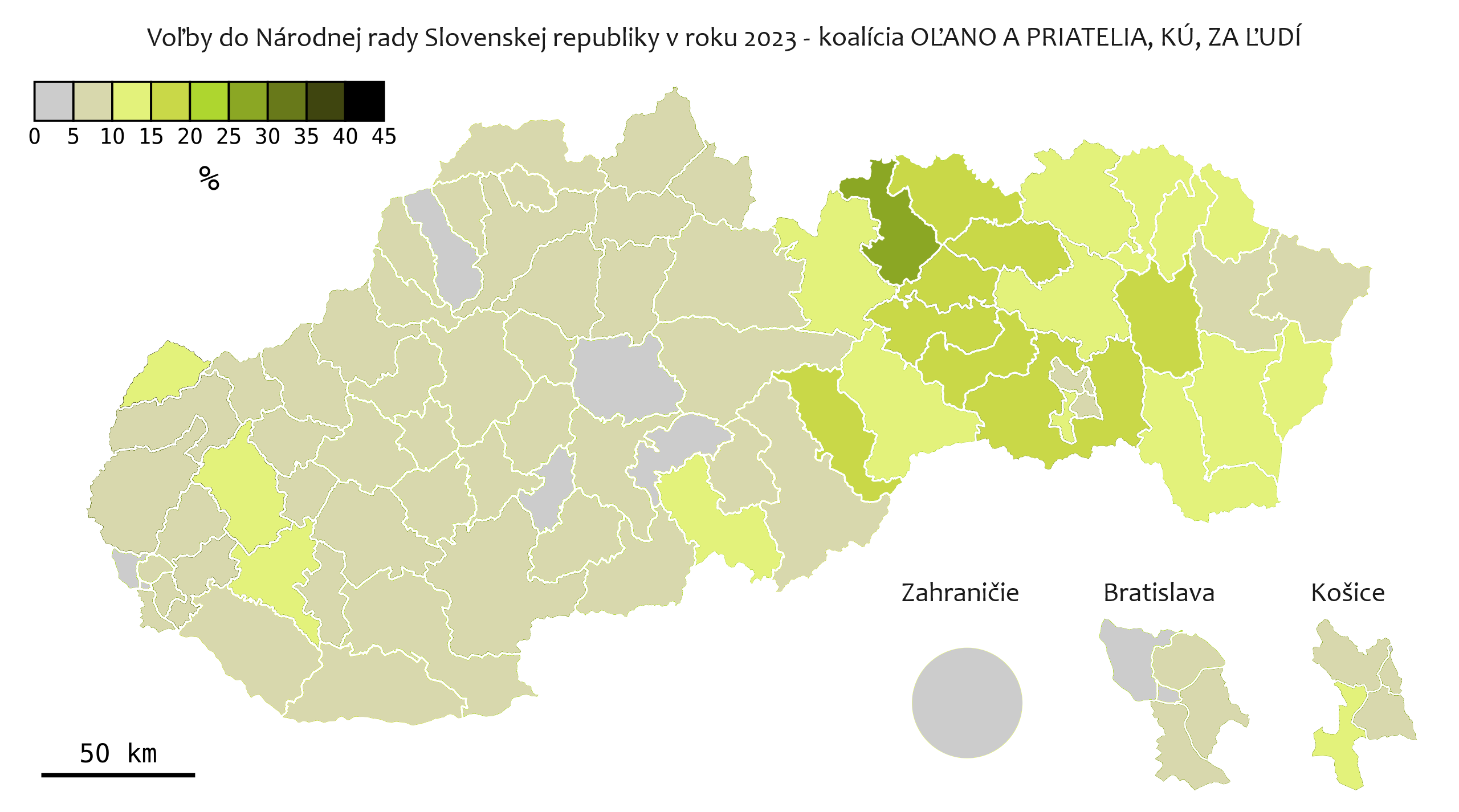
Az OĽaNO által elért százalékos eredmény Szlovákia egyes járásaiban a 2023-as parlamenti választáson

### Európai parlamenti választások
| Választás | Szavazatok száma | Szavazatok aránya | Mandátumok száma | Európai parlamenti csoport                   |
| --------- | ---------------- | ----------------- | ---------------- | -------------------------------------------- |
| 2014-es   | 41 829           | 7,46%             | 1                | Európai Konzervatívok és Reformisták (ECR)   |
| 2019-es   | 51 834           | 5,25%             | 1                | Európai Néppárt (Kereszténydemokraták) (EPP) |
| 2024-es   | 29 385           | 1,99%             | nem jutott be    | —                                            |

## Külső hivatkozások
- Honlap